# Mabuhay–1
Mabuhay–1 az első Fülöp-szigeteki kommunikációs műhold.

## Küldetés
Egy nagy teljesítmény-tömeg arányos (5 az 1-hez)  űreszköz, a leghatékonyabb műhold az iparágban. Feladata 
globális információ szolgáltatás Fülöp-szigeteken és a régióban, a távközlés, a szórakozás, az oktatás, valamint az internet területén. Több mint 2 milliárd embernek képes szolgáltatást nyújtani.

## Jellemzői
Építette a Space Systems / Loral (SS/L) amerikai, felhasználva az SSL-1300 platformot. Üzemeltető cég a Fülöp-szigeteki Mabuhay Satellite Corporation (MPSC jelenleg MSC) Manila, amely több vállalat által alakult, majd továbbadva az Asia Broadcast Satellite Limited (ABS).
Megnevezései: ABS-5 (Asia Broadcast Satellite); Agila 2 (Filipínský orel); COSPAR: 1997-042A; SATCAT kódja: 24901.
1997. augusztus 20-án a Csiucsüan Űrközpontból, az LC–2 (LC–Launch Complex) jelű indítóállványról  egy CZ–3B (CZ3B-2) típusú hordozórakétával juttatták közepes magasságú Föld körüli pályára (MEO, Medium Earth Orbit). Az orbitális egység pályája 1436,10 perces, 0.03° hajlásszögű, geostacionárius pálya perigeuma 35 771 kilométer, az apogeuma 35 802 kilométer volt.
Három tengelyesen stabilizált műhold. Teljes tömege hajtóanyaggal 3775, műszerezettsége 1800 kilogramm. Szolgálati idejét 12 évre tervezték. A műhold 24 Ku-sávú és 30 C-sávú transzponderes rendszerrel volt felszerelve. Szolgáltatási területe Délkelet-Ázsia. Rádiós- és televíziós szolgáltatást 190 csatornán, 50 000 kétirányú távbeszélő kapcsolatot képes egy időben lebonyolítani. Telemetriai egységének működését antennák segítették. Az űreszközhöz napelemeket rögzítettek (9 kW), éjszakai (földárnyék) energia ellátását újratölthető kémiai akkumulátorok biztosították. Hajtóanyaga (hidrazin) és mikrófúvókái segítették a stabilitást, illetve a pozíció tartását.
2011. szeptember 22-én a műhold beszüntette működését.